# Görzig
Görzig è una frazione della città tedesca di Südliches Anhalt, situata nel land della Sassonia-Anhalt.
Fino al 31 dicembre 2009 ha costituito un comune autonomo.